# Drepanocercus spinistylus
Drepanocercus spinistylus är en tvåvingeart som beskrevs av Soli 1993. Drepanocercus spinistylus ingår i släktet Drepanocercus och familjen svampmyggor.
Artens utbredningsområde är Norge. Arten är reproducerande i Sverige. Inga underarter finns listade i Catalogue of Life.